# Oxmuleskor

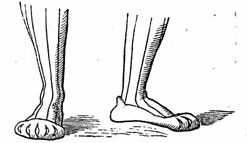
Oxmuleskor (här utan slejf).

Oxmuleskor, eller andnäbbskor, (från tyskans Kuhmäule) var toffelliknande skor som avlöste snabelskomodet i Europa. De fanns i många olika modeller, ofta öppna över vristen. Karakteristiskt för oxmuleskorna var de breda tåhättorna och det ofta uppslitsade ovanlädret. Kanterna var låga, så för att hålla skorna kvar på fötterna fanns ofta en slejf över vristen. Materialet var ofta läder eller skinn, men det förekom att skorna tillverkades av andra material också. Eftersom skorna hade så korta ovanläder och små bakstycken hade de ofta en omvikt kant "vulst" som höll dem på plats. Oxmuleskor var högsta mode under tidigt 1500-tal.